# Сифортский хайлендский полк
Сифортские хайлендеры или Сифортские горцы (англ. Seaforth Highlanders), полное название Сифортские хайлендеры (Россширские энтузиасты, полк герцога Олбани) (англ. Seaforth Highlanders (Ross-shire Buffs, The Duke of Albany's)) — британский линейный пехотный полк, личный состав которого набирался из Северного Хайленда (Шотландия). Полк существовал в 1881—1961 годах и принял участие в обеих мировых войнах и других конфликтах. В 1961 году объединён с полком личных Её Величества камеронских хайлендеров в полк личных Её Величества сифортских и камеронских хайлендеров, а в 1994 году тот полк объединился с Гордонскими хайлендерами в отряд сифортских, гордонских и камеронских хайлендеров. Итоговым последующим объединением стало создание Королевского полка Шотландии.

## История

### Образование
Полк был создан в 1881 году после объединения 72-го пехотного полка личных хайлендеров герцога Олбани и 78-го Хайлендского пехотного полка Россширских энтузиастов, состоявшегося в рамках реформ Хью Чайлдерса в Британской армии. Имя присвоили по титулу 1-го графа Сифорта, основавшего 72-й пехотный полк. Изначально носивший название Сифортские хайлендеры (Россширские энтузиасты) полк по указу королевы Виктории от 22 ноября 1881 года включил в своё название и полк герцога Олбани (англ. Seaforth Highlanders (Ross-shire Buffs, The Duke of Albany's)).
1-й батальон полка принял боевое крещение в битве при Тель-эль-Кебире в 1882 году во время англо-египетской войны, а его следующая командировка состоялась в 1896—1898 годах, когда батальон оккупировал Крит в 1897 году и вторгся в составе британских войск в Судан, участвуя в битве при Атбаре в апреле 1898 года и в при Омдурмане в сентябре 1898 года. Позже перешёл в Каир, с конца 1902 года нёс службу в индийском Насирабаде (ныне округ Аджмер, штат Раджастхан.
2-й батальон нёс службу в Северо-Западной провинции Индии, участвуя в экспедициях в Хазару летом 1888 года и весной 1891 года и в Читральской экспедиции весной 1895 года. В ноябре 1899 года отправлен в Южную Африку для борьбы против буров, однако понёс большие потери в боях у Магерсфонтейна и Пардеберга. 3-й батальон ополчения, ранее известный как Ополчение хайлендских стрелков (англ. Highland Rifle Militia), был образован в конце 1899 года и в феврале 1900 года отправился в Египет, где был уже 1-й батальон.
В 1908 году после реорганизации добровольческих батальонов в Территориальные силы и ополчения (милиции) в Особый резерв в полку в итоге появились один резервный батальон (3-й) и три территориальных батальона — 4-й Россширский (Ферри-роуд, Дингуолл), 5-й Сазерлендский и Кэйтнесский хайлендеров (Олд-Бэнк-роуд, Голспи) и 6-й Морейширский (Купр-парк, Элджин).

### Первая мировая война

#### Регулярные войска
На момент начала Первой мировой войны 1-й батальон полка Сифортских хайлендеров находился в Индии, в октябре 1914 года он высадился в Марселе в составе Дехрадунской бригады 7-го Меерутского военного округа и принял участие в битве на мосту Обер. В декабре 1915 года 1-й батальон отправился в Месопотамию, где участвовал в обороне Эль-Кута в том же месяце и штурме Багдада в марте 1917 года; в январе 1918 года отправился в Палестину.
2-й батальон находился в лагере Шорнклифф и высадился в Булонь-сюр-Мер в составе 10-й пехотной бригады и 4-й пехотной дивизии в августе 1914 года, приняв участие в боях за Ле-Като в августе, на Марне и на Эне в сентябре и при Месене в октябре того же года. В апреле 1915 года батальон сражался при Ипре, осенью 1916 — на Сомме, в апреле 1917 — при Аррасе, осенью 1917 — при Пашендейле, в апреле 1918 — на Лисе, после чего участвовал в прорыве Линии Гинденбурга. Войну закончил в Пикарди.

#### Территориальные силы
1/4-й батальон хайлендеров Росса высадился в Гавре в ноябре 1914 года в составе 152-й пехотной бригады 51-й пехотной дивизии для участия в боях на Восточном фронте. В мае 1915 года к нему присоединились 1/5-й Сазерлендский и Кэйтнесский батальон и 1/6-й Морейширский батальон.

#### Новая армия
В мае 1915 года в Булонь-сюр-Мер высадились 7-й служебный батальон из 26-й пехотной бригады 9-й Шотландской пехотной дивизии и 9-й служебный батальон как часть сапёрного батальона той же дивизии, в июле — 8-й служебный батальон из 44-я пехотной бригады 15-й пехотной дивизии. В августе 1916 года в Салониках высадился 1-й гарнизонный батальон 228-й пехотной бригады 28-й пехотной дивизии.

### Межвоенные годы
В 1921 году 1-й батальон участвовал в поддержании общественного порядка в Кауденбите и в Бридже-оф-Аллен во время забастовки шахтёров. В 1933 году переброшен в Палестину, в 1937 году — в Гонконг. 2-й батальон с 1918 года нёс службу в Индии, участвуя в подавлении восстания африди в Северо-Западной провинции Индии в 1930 году, а с 1932 года служил в Палестине.

### Вторая мировая война
Война застала 1-й батальон в Китае, и тот в ноябре 1940 года был переброшен в Британскую Малайю, приняв участие в Бирманской кампании. С мая 1942 года в составе 1-й Индийской пехотной бригады 23-й Индийской пехотной дивизии. 2-й батальон отправился воевать во Францию октябре 1939 года в составе 152-й пехотной бригады 51-й пехотной дивизии Британских экспедиционных сил, в июне 1940 года разгромлен под Сен-Валери-ан-Ко (абсолютно та же участь ждала 4-й батальон из той же бригады).
2-й батальон был создан из остатков разгромленной 152-й пехотной бригады 51-й пехотной дивизии и продолжил службу на Ближнем Востоке, приняв участие во втором сражении при Эль-Аламейне, Тунисской кампании и Сицилийской операции. В конце 1943 года вся 51-я пехотная дивизия отправилась в Великобританию, откуда в июне 1944 года отправилась для участия в крупномасштабной операции «Оверлорд» и последующих малых операциях «Тоталайз» и «Астония» (захват Гавра). 2-й батальон позже участвовал также в Маас-Рейнской, Рейнской и Центрально-Европейской операциях. 5-й батальон, собранный из той же восстановленной 152-й бригады, участвовал в высадке на Сицилию, наступлении с юга Италии и боях в Западной Европе.
6-й и 7-й батальоны — батальоны второго эшелона Территориальной армии в составе Сифортских хайлендеров. 6-й батальон был в составе 17-й пехотной бригады 5-й пехотной дивизии и участвовал в боях на Сицилии, Апеннинах и Западной Европе. 7-й батальон служил сначала в составе 26-й пехотной бригады 9-й пехотной дивизии, а потом и в 46-й пехотной бригаде 15-й пехотной дивизии; участвовал в операции «Эпсом».

### Послевоенные годы
7 февраля 1961 года полк Сифортских хайлендеров объединён с полком личных Её Величества камеронских хайлендеров в полк личных Её Величества сифортских и камеронских хайлендеров.

## Воинские почести
По британским традициям, воинские почести присваиваются тем частям, которые проявили себя в различных боях, и представляют собой нанесение символического названия сражения на штандарт полка. Полку Сифортских хайлендеров присвоены следующие почести (жирным выделены почести обеих мировых войн, нанесённые на штандарты):
- Early Wars: Carnatic, Mysore, South Africa 1835, Egypt 1882, Tel-El-Kebir, Chitral, Khartoum, Atbara, Paardeberg, South Africa 1899-1902
- The Great War:  Le Cateau, Retreat from Mons, Marne 1914 '18 Aisne 1914, La Bassée 1914, Armentières 1914, Festubert 1914 '15, Givenchy 1914, Neuve Chapelle, Ypres 1915 '17 '18, St. Julien, Frezenberg, Bellewaarde, Aubers, Loos, Somme 1916 '18, Albert 1916, Bazentin, Delville Wood, Pozières, Flers-Courcelette, Le Transloy, Ancre Heights, Ancre 1916, Arras 1917 '18, Vimy 1917, Scarpe 1917 '18, Arleux, Pilckem, Menin Road, Polygon Wood, Broodseinde, Poelcapelle, Passchendaele, Cambrai 1917 '18, St. Quentin, Bapaume 1918, Lys, Estaires, Messines 1918, Hazebrouck, Bailleul, Kemmel, Béthune, Soissonnais-Ourcq, Tardenois, Drocourt-Quéant, Hindenburg Line, Courtrai, Selle, Valenciennes,  France and Flanders 1914-18, Macedonia 1917-18, Megiddo, Sharon, Palestine 1918, Tigris 1916, Kut al Amara 1917, Baghdad, Mesopotamia 1915-18
- The Second World War:  Ypres-Comines Canal, Somme 1940, Withdrawal to Seine, St. Valery-en-Caux, Odon, Cheux, Caen, Troarn, Mont Pincon, Quarry Hill, Falaise, Falaise Road, Dives Crossing, La Vie Crossing, Lisieux, Nederrijn, Best, Le Havre, Lower Maas, Meijel, Venlo Pocket, Ourthe, Rhineland, Reichswald, Goch, Moyland, Rhine, Uelzen, Artlenberg, North-West Europe 1940 '44-45, El Alamein, Advance to Tripoli, Mareth, Wadi Zigzaou, Akarit, Djebel Roumana, North Africa 1942-43, Landing in Sicily, Augusta, Francoforte, Adrano, Sferro Hills, Sicily 1943, Garigliano Crossing, Anzio, Italy 1943-44, Madagascar, Middle East 1942, Imphal, Shenam Pass, Litan, Tengnoupal, Burma 1942-44

## Известные военнослужащие

### Командиры полка
С 1881 по 1961 годы полком командовали следующие лица:
- 1881—1893 (1-й батальон): генерал сэр Эдвард Селби Смит[англ.]
- 1881—1885 (2-й батальон): фельдмаршал сэр Патрик Грант
- 1893—1897: генерал сэр Уильям Парк[англ.]
- 1897—1907: генерал сэр Арчибальд[англ.] Алисон
- 1907—1911: генерал-лейтенант Мостин де ла Пур Бересфорд (англ. Mostyn de la Poer Beresford)
- 1911—1914: генерал сэр Джордж Дигби Баркер[англ.]
- 1914—1924: генерал-майор сэр Роберт Хантер Мюррей (англ. Robert Hunter Murray)
- 1924—1931: генерал-майор сэр Колин Джон Маккензи[англ.]
- 1931—1939: генерал-майор сэр Арчибальд Бьюкенен Ричи[англ.]
- 1939—1947: генерал-лейтенант сэр Уильям Монтгомери Томсон
- 1947—1957: генерал-майор сэр Джон Эмилиус Лори (англ. John Emilius Laurie)
- 1957—1961: фельдмаршал сэр Джеймс Касселс

### Почётные полковники
- 1881—1884: полковник принц Леопольд, герцог Олбани
- 1905—1917: генерал принц Карл Эдуард, герцог Олбани (лишён всех британских наград и титулов в 1917 году)
- 1920: фельдмаршал Эдуард VIII

### Кавалеры креста Виктории
- Эндрю Богл[англ.], 78-й полк, 1857 год, восстание сипаев
- Джозеф Кроу[англ.], 78-й полк, 1857 год, восстание сипаев
- Герберт Макферсон, 78-й полк, 1857 год, восстание сипаев
- Джозеф Джи[англ.], 78-й полк, 1857 год, восстание сипаев
- Валентайн Макмастер[англ.], 78-й полк, 1857 год, восстание сипаев
- Стюарт Макферсон[англ.], 78-й полк, 1857 год, восстание сипаев
- Генри Уорд[англ.], 78-й полк, 1857 год, восстание сипаев
- Джеймс Холлоуэлл[англ.], 78-й полк, 1857 год, восстание сипаев
- Эйлмер Камерон[англ.], 72-й полк, 1858, восстание сипаев
- Джордж Селлар[англ.], 72-й полк, 1879, Афганистан
- Джон Маккензи[англ.], Сифортские хайлендеры, 1900, Ашанти
- Сидней Уэйр[англ.], 1-й батальон, 1916, Первая мировая война
- Уолтер Ричи[англ.], 2-й батальон, 1916, Первая мировая война
- Томас Стил[англ.], 1-й батальон, 1917, Первая мировая война
- Дональд Маккинтош[англ.], 2-й батальон, 1917, Первая мировая война
- Александр Эдвардс[англ.], 6-й батальон, 1917, Первая мировая война
- Роберт Макбит[англ.], 5-й батальон, 1917, Первая мировая война
- Джон Майкл[англ.], 4-й батальон, 1918, Первая мировая война

### Прочие
- Бэйли-Стюарт, Норман[англ.] — субалтерн-офицер, в годы Второй мировой войны сотрудничал с нацистами